# Wilder Guisao
Wilder Andrés Guisao Correa (Apartadó, Antioquia, Colombia; 30 de julio de 1991) es un futbolista colombiano. Juega de extremo y su equipo actual es el Unión Magdalena de la Categoría Primera A colombiana.

## Trayectoria

### Bogotá F. C.
Su debut como profesional se dio en el año 2007 con el club capitalino donde se mantuvo hasta el año 2011 convirtiéndose en el séptimo jugador con más partidos disputados allí.

### Atlético Nacional
Fue llevado por el técnico Juan Carlos Osorio y tuvo excelente desempeño llegando incluso a la final de la Copa Sudamericana la cual la fue ganada por River Plate con goles de Gabriel Mercado y German Pezzella.

### Deportivo Toluca
Fue contratado junto a Victor Hugo Montaño para realzar la grandeza del Deportivo Toluca F. C. de México, participó en 18 juegos y tuvo algunos goles, sin embargo Juan Carlos Osorio pide a São Paulo F. C. que soliciten su préstamo.

### São Paulo
El 21 de julio de 2015 sería confirmado como refuerzo de São Paulo F. C. pedido por Juan Carlos Osorio, llega cedido con opción de compra por parte del Deportivo Toluca F. C..
Su primer gol en Brasil lo marcaría el 29 de agosto de 2015 por la fecha 21 del Brasilerao en la victoria de su equipo 3 a 0 contra Ponte Preta.

### Racing Club
El 2 de agosto de 2016 llega al conjunto argentino a préstamo por 1 año con opción de compra de 2.5 millones de dólares. El 17 de diciembre de 2016 rescinde su contrato con el club de avellaneda.

### Jaguares de Chiapas
El 4 de enero de 2017 fue oficializado como nuevo jugador de Chiapas F. C. de la Liga MX. Pero tras no poder recuperarse de una lesión pidió ser separado del club.

## Clubes
| Club                | País      | Año           |
| ------------------- | --------- | ------------- |
| Bogotá F. C.        | Colombia  | 2007 - 2011   |
| Atlético Nacional   | Colombia  | 2012 - 2014   |
| Deportivo Toluca    | México    | 2015          |
| São Paulo           | Brasil    | 2015 - 2016   |
| Racing              | Argentina | 2016          |
| Jaguares de Chiapas | México    | 2017          |
| Cúcuta Deportivo    | Colombia  | 2019          |
| Jaguares de Córdoba | Colombia  | 2020-2021     |
| Union Magdalena     | Colombia  | 2022-presente |

## Estadísticas
- Fuente:  1

| Bogotá F. C. · Colombia |               |               |     |    |    |    |    |     |     |      |      |
| 2.ª | 2007-11       | 111           | 18  | 5  | 0  | 0  | 0  | 116 | 18  | 0,16 |      |
| Total club | Total club    | 111           | 18  | 5  | 0  | 0  | 0  | 116 | 18  | 0,16 |      |
| Atlético Nacional · Colombia |               |               |     |    |    |    |    |     |     |      |      |
| 1.ª | 2012          | 11            | 0   | 10 | 1  | 0  | 0  | 21  | 1   | 0,05 |      |
| 1.ª | 2013          | 29            | 7   | 14 | 0  | 5  | 0  | 48  | 7   | 0,15 |      |
| 1.ª | 2014          | 28            | 3   | 6  | 0  | 12 | 1  | 46  | 4   | 0,09 |      |
| Total club | Total club    | 68            | 10  | 30 | 1  | 17 | 1  | 115 | 12  | 0,10 |      |
| Deportivo Toluca · México |               |               |     |    |    |    |    |     |     |      |      |
| 1.ª | 2015          | 14            | 4   | 4  | 0  | 0  | 0  | 18  | 4   | 0,22 |      |
| Total club | Total club    | 14            | 4   | 4  | 0  | 0  | 0  | 18  | 4   | 0,2  |      |
| São Paulo · Brasil |               |               |     |    |    |    |    |     |     |      |      |
| 1.ª | 2015          | 6             | 1   | 4  | 0  | 0  | 0  | 10  | 1   | 0,10 |      |
| 1.ª | 2016          | 1             | 0   | 1  | 0  | 1  | 0  | 3   | 0   | 0,00 |      |
| Total club | Total club    | 7             | 1   | 5  | 0  | 1  | 0  | 13  | 1   | 0,08 |      |
| Racing Argentina |               |               |     |    |    |    |    |     |     |      |      |
| 1.ª | 2016          | 5             | 0   | 0  | 0  | 0  | 0  | 5   | 0   | 0    |      |
| Total club | Total club    | 5             | 0   | 0  | 0  | 0  | 0  | 5   | 0   | 0,0  |      |
| Jaguares de Chiapas · México | 1.ª           | 2017          | 0   | 0  | 0  | 0  | 0  | 0   | 0   | 0    | 0,0  |
| Jaguares de Chiapas · México | Total club    | Total club    | 0   | 0  | 0  | 0  | 0  | 0   | 0   | 0    | 0,0  |
| Cúcuta Deportivo · Colombia | 1.ª           | 2019          | 0   | 0  | 0  | 0  | 0  | 0   | 0   | 0    | 0,0  |
| Cúcuta Deportivo · Colombia | Total club    | Total club    | 0   | 0  | 0  | 0  | 0  | 0   | 0   | 0    | 0,0  |
| Total carrera | Total carrera | Total carrera | 205 | 33 | 44 | 1  | 18 | 1   | 267 | 35   | 0,14 |
| (1) Incluye datos de la Copa Colombia (2011-2014), Copa MX, y torneos regionales brasileños. (2) Incluye datos de la Copa Sudamericana (2013-14) y Copa Libertadores de América (2014). (3) Media de goles por encuentro. No incluye goles en partidos amistosos. |               |               |     |    |    |    |    |     |     |      |      |

## Palmarés

### Campeonatos nacionales
| Título                | Club              | País     | Año  |
| --------------------- | ----------------- | -------- | ---- |
| Superliga de Colombia | Atlético Nacional | Colombia | 2012 |
| Copa Colombia         | Atlético Nacional | Colombia | 2012 |
| Torneo Apertura       | Atlético Nacional | Colombia | 2013 |
| Copa Colombia         | Atlético Nacional | Colombia | 2013 |
| Torneo Finalización   | Atlético Nacional | Colombia | 2013 |
| Torneo Apertura       | Atlético Nacional | Colombia | 2014 |